# Arne Olsson (skulptör)
Arne Valter Olsson, född 31 augusti 1926 i Överluleå församling, Norrbottens län, död 16 december 1994 i Nordingrå församling, Västernorrlands län, var en svensk skulptör och slöjdlärare.
Arne Olsson föddes i Boden. Han utbildade sig vid August Abrahamsons Stiftelses slöjdskola i Nääs. Han medverkade i utställningar i Örnsköldsvik, Sundsvall, Stockholm, Gävle, Sandviken, Bollnäs, Luleå och Kramfors. Han tilldelades Norrlands konstnärsförbunds kulturstipendium. Olsson är representerad i Kramfors kommun, Konstnärsförbundet, Sundsvalls Sparbank och  Sundsvallsbanken.